# El Haqed
Mouad Belghouat (معاذ بلغوات), mieux connu sous son nom artistique El Haqed ou Lhaqed (l'enragé), souvent orthographié L7a9d dans la graphie Web/SMS, est un rappeur marocain né le 9 juin 1987 à Casablanca.
Artiste engagé, militant actif du Mouvement du 20 Février, il devient célèbre après son arrestation, survenue le 10 septembre 2011, quand la justice marocaine l'accuse de coups et blessures à la suite d'une altercation avec une personne se disant « monarchiste ».
Mouad Belghouat clame son innocence, et reçoit alors l'appui de nombreux soutiens, qui dénoncent « un procès politique monté de toutes pièces ». La campagne de solidarité a été menée par le Mouvement du 20 février et par une partie de la société civile, via des manifestations, une campagne sur internet et plusieurs sit-in devant le siège du tribunal de première instance d'Aïn Sebaâ.
Son cas a été très médiatisé par la presse marocaine et internationale. Plusieurs reportages lui ont été consacrés dans les chaînes télévisées européennes.

## Début sur la scène Rap
Mouad Belghouat incarne le cri de la rue marocaine. C’est d’ailleurs là où il fait ses débuts dans l’écriture et le rap, en 2004, avec ses amis du quartier, il fonde le collectif «3okacha Family ».  Trois ans plus tard, il sort sa première mixtape intitulé « L7a9d Mn 3okacha» (L7a9d d3okacha).
Il monte pour la première fois sur scène en 2008, à l’occasion d’un festival des jeunes talents organisé à la plage d’Ain Diab à Casablanca. L’intervention violente des forces de l’ordre empêche les jeunes artistes de faire entendre leur voix. Les policiers présents à cette manifestation artistique font descendre les musiciens et ferment la scène.
À partir de ce jour, la vision de Mouad Belrhouate sur son propre travail artistique change. L7a9d se rend compte que la voix de la vérité dérange le système et qu’au même moment, elle retentit chez le public. C’est ainsi qu’il fonde avec ses amis de quartier, ce qu’ils appellent le « Rap prisonnier », considérant le fait qu’ils se trouvent dans une grande prison à ciel ouvert ; prisonniers de leurs idées, de leurs opinions et de la possibilité de les exprimer. Dans un pays où il n’y a ni liberté, ni dignité, le rap devient la seule issue de secours.
Sa deuxième mixtape, enregistrée en 2009, s’intitule « Ayech Dial’Lah » (Je survis). En 2010, L7a9d sort « Laachra Ou Charwita » (le numéro dix et le chiffon).

## Mouvement du 20 février
En 2011 commencent les manifestations au Moyen-Orient et en Afrique du Nord.
Au Maroc, le mouvement du 20 février porte dans la rue, la voix du peuple opprimé. Mouad Belghouate se joint aux manifestants, participe aux assemblées générales du mouvement et écrit les slogans qui sont portés dans les rues marocaines. Il participe à plusieurs scènes et concerts organisés dans de nombreuses universités marocaines  durant la même période.
Après plusieurs tentatives vaines du système d’assouplir la ligne contestataire, le rappeur est arrêté et condamné plusieurs fois pour des motifs qui restent douteux.
Une première fois en 2011, il écope de 4 mois de prison. Peu de temps après sa libération, il est jugé dans une autre affaire, en mars 2012, pour «outrage à un officier public dans le cadre de ses fonctions et à un corps constitué ». Il est , en réalité, poursuivi pour l’une de ses chansons, dans laquelle il dénonce la corruption de la police marocaine.Il passe un an derrière les barreaux. Il est libéré le 29 mars 2013.

## Prix et Reconnaissance Artistique Internationale
En dehors des circuits officiels, la reconnaissance nationale et internationale du rappeur lui vaut la récompense du prix de l’intégrité décerné par Transparency Maroc en 2012. La même année, L7a9d participe également, en tant qu’artiste, au forum des blogueurs arabes en Jordanie.
En 2014, il écrit et compose plusieurs singles et sort la mixtape « Walou » (Rien) dont le morceau éponyme sera vu presque 7 millions de fois.
Cette année lui vaut aussi d’être retenu dans la liste des candidats au Prix Sakharov décerné par le Parlement européen pour honorer les personnes ou les organisations qui ont consacré leur existence à la défense des droits de l’homme et des libertés fondamentales.
Lancé dans une dynamique de création artistique outre frontière, il participe à plusieurs résidences artistiques dans les pays scandinaves et collabore notamment avec les Gatas Parlament, premier groupe de Hip Hop ayant enregistré en norvégien et connu pour ses prises de positions politiques.
En 2015, Mouad Belrhouate collabore avec une pléthore d’artistes originaires de plusieurs pays (Égypte, Iran, Italie, Tunisie, Palestine…etc) dans un projet international intitulé « Zombie », dont l’hymne original antimilitariste appartient au célèbre Fela Kuti, considéré comme étant l’inventeur de l’afrobeat et leader politique nigérian.
Au-delà du fait que ses vidéos suscitent les 13 millions de vues sur Youtube, il est aussi proclamé lauréat dans la catégorie des arts par l’Index on Censorshop, une organisation qui lutte pour la liberté d’expression, la répression et l’injustice.

## Exil à Bruxelles
En octobre de cette même année, alors qu’il est de passage à Bruxelles pour sa tournée, sa ligne critique envers le pouvoir et ses prises de positions au Maroc risquent de nouveau de lui valoir sa liberté à son retour. Ce harcèlement continu le pousse à rester. Il  demande l’asile et est reconnu réfugié politique.
En 2017, il sort son album "M3LM" (Men 3okacha L Molenbeek, de Oukacha à Molenbeek), il fait une rencontre déterminante avec Looka Loopa qui réalise le clip  " Raka Taka" et dont "Freestyle Ana Rifi".

## Engagement pour les droits de l'homme
S'exprimant essentiellement en darija, Mouad Belghouat est issu d'un quartier populaire de Casablanca. Il a collaboré avec des artistes de la scène underground marocaine comme MB1, Spoo Pow et Jihanne.
Militant des droits de l'homme au Maroc, Mouad Belghouat est souvent comparé au rappeur engagé tunisien El General. Il a été décrit comme « le Gavroche de la révolution marocaine », « représentant de la voix des opprimés » et « troubadour des temps modernes ». Plusieurs de ses titres sont ainsi nés lors des protestations de 2011. Au moins l'un d'entre eux s'en prend à mots à peine couverts au roi Mohammed VI.
Il vise à attirer l'attention sur « les mauvaises conditions de vie de la jeunesse marocaine » et accuse le régime d'utiliser et d'encourager la corruption et de ne pas agir contre les problèmes autrement qu'avec des méthodes dignes d’un État policier.

## Emprisonnement et procès
Accusé par la justice marocaine pour coups et blessures à la suite d'une altercation avec une personne se disant « monarchiste », il est arrêté par la police et emprisonné. Il est auditionné pendant cette affaire sur ses connexions avec les mouvements de contestation.
Par la suite, plusieurs réseaux se mobilisent pour sa libération. Peu avant son jugement, l'Association marocaine des droits de l'homme a souhaité qu'El Mostafa Ramid, ministre de la Justice et des Libertés désigné quelques jours avant le procès, se penche sur le cas de Mouad Belghouat.
Pendant le procès, la défense pointe plusieurs incohérences dans la version des faits présentée par la présumée victime, qui affirme être tombée dans le coma au cours de la bagarre et qu'elle n'aurait repris conscience que le lendemain. Or, le procès-verbal de la Police atteste que l'homme a porté plainte le soir-même.
Couvert par de nombreux médias, les audiences ont de plus été commentées en direct sur internet par des blogueurs et son comité de soutien.
Le 15 janvier 2012, El Haqed est jugé coupable de l'accusation de « coups et blessures », innocenté du facteur aggravant de la préméditation, et condamné à 4 mois d'emprisonnement. Ayant passé la durée de la condamnation à la prison d'Oukacha, à Casablanca, il a été libéré le jour même.
L'un des avocats, dénonçant un verdict injuste et clamant l'innocence d'El Haqed, déclare son intention d'interjeter appel.
Il est de nouveau arrêté et mis en détention, et cette fois la police accuse le rappeur d'avoir posté une chanson sur internet avec des photos portant atteinte au corps de la police.

## Discographie
- 2007: Mixtape: Ayech Dial’Lah
- 2010: Mixtape: 10 W Charwita
- 2014: Mixtape: Walou
- 2017: Album: M3LM

Feat.:  
- 2015: "Zombie": Voodoo Sound Club Feat. Seun Kuti, L7a9d, Rami Essam, Rushzilla, Salome Mc, Refugees of Rap.
- 2019: "Shof": Gatas Parlament, L7a9d, Definite, Tompa T.
- 2019: "Brouxl'": Bxl Nest, L7a9d feat. Ln